# Dora Jung
Pour les articles homonymes, voir Jung.
Dora Elisabet Jung, née le 16 octobre 1906 à Helsinki et morte le 19 décembre 1980 dans la même ville, est une artiste textile finlandaise. Elle créé des pièces en lin, des toiles damassées et des tapisseries destinées aux intérieurs domestiques, aux églises ou aux bâtiments publics. La production de Dora Jung s’étend sur près de cinq décennies, et elle travaille à la fois comme artisane et comme designer dans l’industrie textile.   

## Biographie
Dora Jung est née le 16 octobre 1906 de Valter Gabriel Jung et Märta Elisabet Masalin, dans une famille d'artistes : son père est l'architecte Valter Jung (1879–1946) et son oncle l'architecte Bertel Jung (1872–1946). La famille a cinq enfants. 
De 1929 à 1932, Dora Jung étudie à l'École des Arts et Métiers, dans le département textile. 

## Carrière artistique
Diplômée en 1932, elle installe son propre atelier de tissage dans le centre d'Helsinki, Dora Jung Textil, où elle crée son propre métier à tisser,. Cependant, habituellement elle ne tisse pas elle-même, se concentrant plutôt sur les dessins et l'amélioration de la technique. Elle dirige cet atelier jusqu'à sa mort. Durant la guerre, comme il y a pénurie de fil, elle fait des tissages en fil de papier. L'artiste textile française, Simone Prouvé, se forme dans les années 1950, d'abord chez Alice Lund en Suède puis chez Dora Jung en Finlande.  
En 1936, elle commence à travailler comme designer chez Tampella Oy, quitte l'entreprise en 1941 pour y retourner de 1959 à 1972. En 1957, elle est chargée de moderniser leur production damas. 
Dora Jung travaille également comme professeur de dessin à l'école professionnelle des filles d'Helsinki de 1935 à 1945.  

### Style
Le travail textile de Dora Jung se caractérise par une esthétique de grande qualité et subtile. Elle attache beaucoup d'importance aux matériaux et à la maîtrise des techniques. Elle cherche son inspiration essentiellement dans la nature, les motifs étant plus importants pour elle que les couleurs. Elle utilise des lignes fortes, des motifs végétaux et animaux.  
Elle a conçu près de 2 000 œuvres textiles au cours de ses 50 ans de carrière. 
En concertation avec les tisserands, elle recherche constamment de nouvelles façons d'exprimer ses idées et ses émotions à travers le textile, remet en question les restrictions traditionnellement imposées par les matériaux et les techniques de tissage.  

« Elle était une femme moderne, vivant seule, dont la carrière a commencé au moment où l'art textile finlandais devenait professionnel. A ce moment là, le tissage était au centre de l'art textile et le textile était la fierté du design finlandais. »

— Päivi Fernström,
La production de Dora Jung comprend trois catégories principales : les textiles d'église, les tapisseries et les textiles d'intérieur et utilitaires.    

### Damas et autres tissus d'intérieur

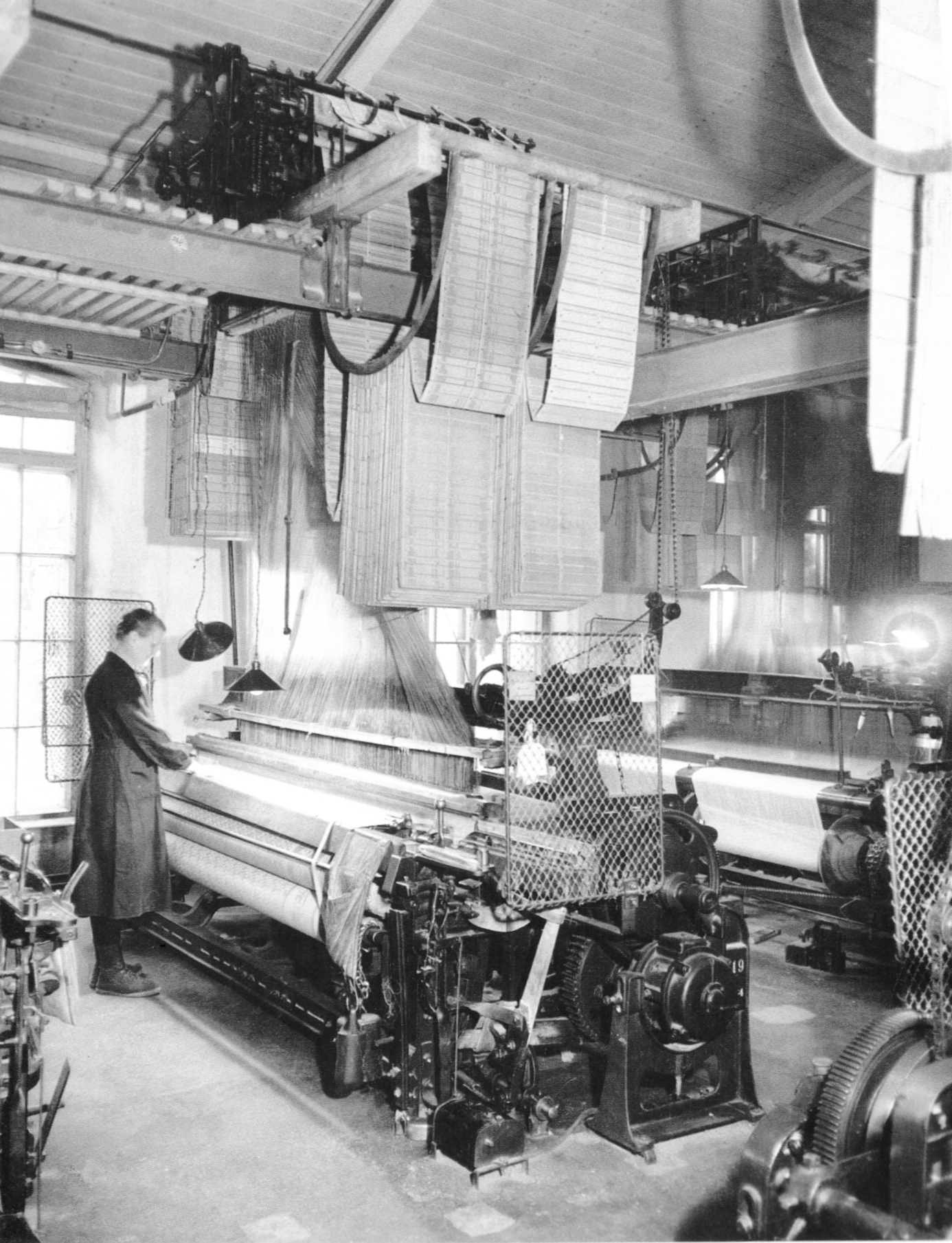
Machine à tisser Jacquard pour le damas, à l'usine Tampella à Tampere

Dora Jung souhaite que les intérieurs finlandais aient de beaux tissus et de bonne qualité. Chez Tampella, elle réalise des nappes, des serviettes et autres tissus, le plus souvent blancs ou de couleur pastel clair. Elle utilisera des couleurs vives plus tard, dans les années 1950 et 1970.       
Elle développe une technique pour produire des damas multicolores et réussit, au moyen de différentes impressions de surface, à donner une apparence de tridimensionnalité au damas. De ce fait, elle est considérée par ses contemporains comme ayant renouvelé le damas et son tissage. Sa méthode de tissage a d'ailleurs été appelée la technique Dora Jung.    
Son modèle de nappe le plus connu, Cent roses, est conçu en 1962 pour célébrer le 100e anniversaire du grand magasin Stockmann et est un succès commercial dans toute la Finlande.   

### Les tapisseries
Dans les années 1960, Dora Jung réalise plusieurs œuvres monumentales : entre autres, la tapisserie du château de Turku Katarina Jagellonica, Kupariseinä (mur de cuivre) et Kultaseinäe (mur d'or) au siège de la Banque de Finlande et la composition Ostrobothnia qui se trouve dans le bâtiment de l'Association d'Ostrobotnie du Nord. Les textiles d'intérieur et utilitaires comprennent des textiles fabriqués par l'atelier de tissage de Dora Jung et ceux fabriqués  dans l'usine de Tampella.  

### Les textiles ecclésiastiques

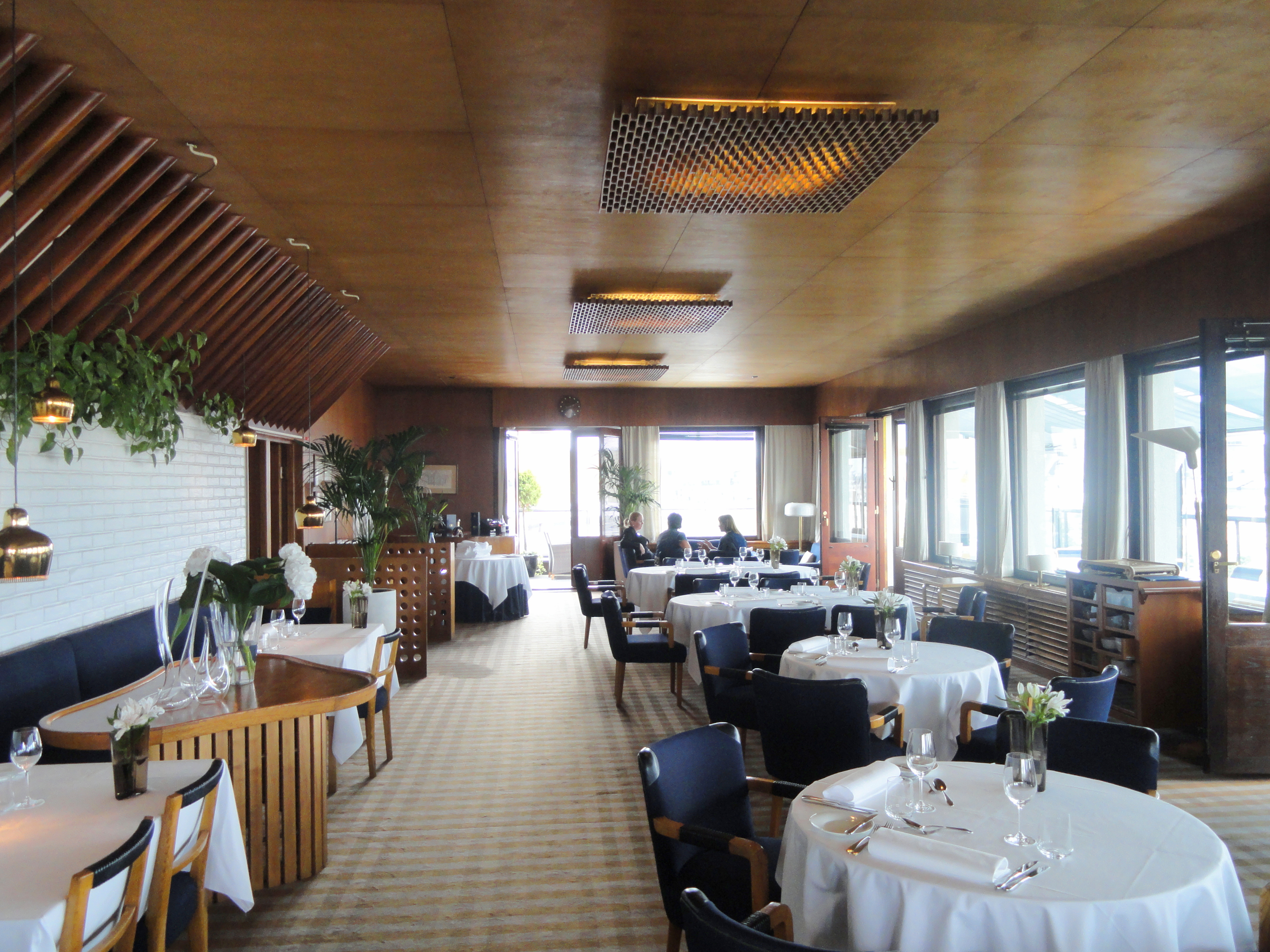
Intérieur du restaurant Savoy à Helsinki, initialement conçu par Aino et Alvar Aalto en coopération avec Dora Jung et Artek.

Dora Jung a réalisé environ 600 pièces présentes dans 70 églises. 

### Collections
Un grand nombre d’œuvres de Dora Jung figurent dans la collection de Tuomas Sopanen qui s'intéresse à son travail depuis 1962. Sa collection est la plus grande avec 42 pièces issues de l'atelier de Dora Jung et la plupart des pièces de fabrication industrielle. 
Le Musée national de Stockholm possède plusieurs pièces en damas et la tapisserie dans ses collections. 

## Œuvres principales

### TapisserieLasten kuljetus(Transport d'enfants), 1943, auMusée national de Stockholm
Cette tapisserie est un damas tissé avec du fil de papier. Elle décrit la migration des enfants finlandais en Suède pendant la guerre. Certains enfants sont sur des bateaux, certains devant la grande jupe des mères. Le thème du damas et le fil de papier utilisé comme matériau de remplacement en temps de guerre s'accordent de manière impressionnante.

### TapisserieKatarina Jagellonica, 1961, château de Turku
La tapisserie Katarina Jagellonica qui mesure près de quatre mètres de large, est commandée par la Fondation Gustaf Petrelius dans le cadre de la restauration du château de Turku. Le sujet est en lien avec l'histoire du château. Dora Jung a choisi de mettre en évidence un personnage de femme en titrant l’œuvre et en la plaçant dans la chambre de la reine.

### TapisseriePortti Saimaalle, 1966, Banque de Finlande
Cette œuvre est commandée à Dora Jung par l'agence régionale de Mikkeli de la Banque de Finlande. Le tissage est réalisé à l'atelier de Dora Jung d'après ses dessins. La composition est abstraite, Dora Jung dit que la zone bleue représente le lac Saimaa, la forêt verte et les cultures. La zone noire dans la partie inférieure est l'industrie. La partie étroite et pointue représente la frontière et les guerres. La tapisserie est transférée à Kuopio puis dans les locaux de la Banque de Finlande à Snellmanninaukio à Helsinki,.

### TapisserieBiafra, 1970, Musée des Arts Appliqués àCopenhague
Le titre original de cette œuvre est Janvier 1970. Dora Jung raconte qu'elle est partie d'un article sur la famine au Nigeria et d'une photo sur laquelle les yeux accusateurs des enfants rappellent les injustices et souffrances du monde, elle a voulu éveiller la compassion pour tous les enfants affamés dans la guerre. La tapisserie est tissée dans son atelier de tissage, elle représente les yeux des enfants comme s’ils étaient des poissons dans un filet. Le nom de Biafra reste attaché à cette tapisserie, faisant oublier son titre original. Elle est exposée dès sa réalisation à l'exposition personnelle de Dora Jung à Copenhague au printemps 1970.

### Rideau de lamaison Finlandia, 1971, Helsinki
Dora Jung a dessiné le rideau de l'auditorium central.

### Kaksi kalaa ja viisi leipää, 1975, Maison paroissiale finlandaise à Stockholm
Dora Jung exprime un symbolisme moderne et simplifié dans les textiles ecclésiastiques. Les poissons sont souvent représentés dans ses textiles en lin. Ce devant d'autel de la cathédrale de Kuopio représente un miracle biblique. 

### Autres œuvres
- Kupariseinä ja Kultaseinä (Mur de cuivre et mur d'or), 1961, à la Banque de Finlande, Helsinki[19]
- Composition Pohjanmaa ja terva (Ostrobotnia et goudron), 1966, Bâtiment de l'Association d' Ostrobotnie du Nord, Helsinki

- Tapisserie Tie toi elämää (La route a donné la vie), 1968, Musée historique de Lahti
- Tapisserie Lintuja (Oiseaux), 1976, salle Helsinki du château de Hässelby[20]

## Expositions (sélection)
- 2008 : Vapriikki, Tampere[4]

- 2017 : Painter in Linen, Finlandia University Gallery et Common Strands International Fiber Exchange, Minneapolis[11]

- 2020 : The beauty of the Phenomena - Gunnel Nyman and Dora Jung - Glass and Textiles, Finnish Glass museum, Riihimäki[21]

## Distinctions
Dora Jung a reçu plusieurs distinctions nationales et internationales. À l'Exposition universelle de Paris en 1937, elle reçoit une médaille d'or pour sa nappe en lin mat. À la Triennale de Milan, elle reçoit trois fois le Grand Prix en 1951, 1954 et 1957. En 1955, elle reçoit la Médaille Pro Finlandia et la Médaille suédoise Prince Eugène, puis le prix danois Cotil en 1963, le Prix du design finlandais en 1970, le premier Prix nordique du design en 1972 et le prix Exempla à Munich en 1977,.
Ces distinctions attirent un grand intérêt pour son travail et lui valent de nombreuses commandes, publiques et privées.